# Kito Lorenc
Kito Lorenc (4. března 1938 Schleife/Slepo – 24. září 2017 Budyšín) byl lužickosrbský básník, spisovatel, esejista, překladatel a editor, vnuk spisovatele Jakuba Lorence-Zalěského. V jeho díle, které je psáno v hornolužické i dolnolužické srbštině a němčině, vznikla syntéza německého a lužickosrbského elementu, která předznamenala postmoderní pluralitní model lužické kultury. Za svého života byl označován za nejvýznamnějšího básníka tehdejší srbské i německé Lužice.

## Život
Christoph Lorenz/Kito Lorenc se narodil 4. března 1938 v saském hornolužickém Slepu (Schleife) jako syn pilaře a obchodníka se dřevem. Jeho děd, jehož příklad Kita v mnohém ovlivnil, byl spisovatel Jakub Lorenc-Zalěski (1874–1939). V letech 1952–1956 navštěvoval dolnolužickosrbskou internátní vyšší školu v Chotěbuzi. Zde se naučil dolnolužickou srbštinu. Již předtím uměl z domova německy a v rodišti svého děda v Radworu (Radibor) se obeznámil se srbštinou hornolužickou. V letech 1956–1961 studoval slavistiku a pedagogiku na Univerzitě Karla Marxe v Lipsku. V letech 1961–1972 pracoval jako vědecký asistent v oboru versologie na budyšínském Institutu pro výzkum lužickosrbského lidu (po roce 1990 Srbský institut). I po ukončení tohoto zaměstnání se však nadále věnoval sorabistice a vydavatelské činnosti. V období let 1972–1979 byl Lorenc dramaturgem Státního lužickorbského lidového souboru. V roce 1973 začala jeho zásluhou vycházet edice „Serbska poezija“, v níž do roku 2014 vyšlo 60 sešitů a vzniklo tak rozsáhlé kompendium lužickosrbské literatury. Od roku 1979 se stal Lorenc spisovatelem z povolání (po smrti Jurije Brězana byl tedy vedle Jurije Kocha jedním ze dvou v Lužici). Od počátku se věnoval rovněž překladům a přebásněním. V roce 1981 vyšla jeho Serbska čitanka = Sorbisches Lesebuch s četnými překlady z lužickosrbské literatury. Kolem roku 1959 začal Lorenc poprvé psát básně v němčině, teprve po té – v neposlední řadě pod vlivem svého děda a německého básníka Johannese Bobrowského – také v dolnolužické a hornolužické srbštině. Za svou tvorbu byl v letech 1962 a 1968 vyznamenán Literární cenou Domowiny. Jako svobodný spisovatel žil Lorenc v obci Wuischke/Wuježk u Hochkirchu/Bukecy poblíž vrchu Czorneboh. V letech 1969–1976 zaštiťoval mladé srbské básnířky a básníky, z nichž mnozí prorazili. Od 80. let se Lorenc začal více věnovat literatuře pro děti. V období NDR byl několikrát vyznamenán. V roce 1974 obdržel Cenu Heinricha Heineho udělovanou Ministerstvem kultury NDR, roku 1990 pak Ćišinského cenu NDR. Na rozdíl od většiny ostatních lužickosrbských spisovatelů byl vyznamenáván také po převratu: v roce 1991 získal Cenu Heinricha Manna a zároveň byl zvolen za člena Saské akademie umění. Roku 1997 získal Stipendium Hermanna Hesse. Od 90. let experimentoval i s dramatickou formou. Dne 18. prosince 2008 mu byl Technickou univerzitou v Drážďanech propůjčen čestný doktorát. Roku 2009 obdržel Lessingovu cenu Svobodného státu Sasko, v roce 2012 následovala Petrarcova cena pro evropské spisovatele a roku 2016 převzal Cenu Christiana Wagnera, která je určena převážně básníkům. Dočkal se tedy uznání již za svého života. Kito Lorenc zemřel v Budyšíně 24. září 2017.

## Literární dílo
| Eksistuje druha rěč Zady kromy chroma na tamanej stronje komy w njezrudnych łukach pódla hale rudulijernje blisko Rudijoweje halelujarnje hdźež pod tamariskami Tamara z Maratu pusěruje a mudna skomla na mutnu skomdu skomlaka mutěruje tam eksistuje dotal total druha rěč z mulom mulata a z nutellu nule na mutličce rěč prosta kaž prostata a bjeze wšeho abscesa zrozumliwa w prěnjej druhej třećej wuwitej wosobje: ja du ty duješ wonja Suki w zakach (Budyšin 1998) |
| |

| Existuje jiná řeč Za okrajem chromu na ztracené straně krajky v nesmutných lukách vedle haly kovolijny poblíž Lianiny alejujárny kde pod tamaryšky Tamara s Martou flirtuje a z koulí muňka na kalnou prodlevu hudrala mutuje tam dosud existuje extrémně jiná řeč s mulem mulata a s nutelou nultě na měchačce řeč prostá jak prostata a bez všího abscesu srozumitelná v první druhé třetí rozvité osobě: já jdu ty duješ oni voní Suki w zakach (Budyšin 1998) [přel. Milan Hrabal] |
| |

Kito Lorenc byl již za svého života označován za nejvýznamnějšího básníka tehdejší srbské i německé Lužice. Jeho tvorba, která je provázána s moderními evropskými proudy, se vyvíjela rovněž v úzkém vztahu k literatuře NDR. Bez znalosti německého literárního kontextu lze proto do Lorencova díla proniknout jen stěží. Tvorbu K. Lorence lze rozdělit do několika fází: 1) počáteční období „na rozcestí socialistického realismu“, která ukazuje, jak básník mířil „ven“ z dogmatických témat. 2) Období 60. a 70. let, kdy vytvářel především poezii krajiny a jejího mýtu. 3) Období od 80. let, které se vyznačuje zkoumáním sémantických možností jazyka.

### Nowe časy – nowe kwasy
Lorencova první básnická sbírka Nowe časy – nowe kwasy z roku 1961 je krokem stranou od dosavadních schémat socialistického realismu, jak je nabízel např. Jurij Brězan. Lorenc zde i přes svůj sklon k melancholii a neustálému tázání ještě musel či chtěl zobrazovat optimismus. Na rozdíl od Brězanova monologu však častým užíváním forem v plurálu ukazuje připravenost k dialogu a reflektuje možnosti, které mají Lužičtí Srbové v nových podmínkách. Nowe časy tedy ohlašují také nové časy lužickosrbské poezie. Sbírka obsahuje texty v dolno- i hornolužické srbštině. Na počátku je cyklus, v němž podobně jako Ćišinski experimentuje s rýmem, metaforou a rytmem. Přestože se ve sbírce najdou také typické příznaky socialistického romantismu (anekdota z brigády, patronát mezi studenty a dělníky apod.), demonstroval tu Lorenc svou novou poetickou individualitu. Jeho volné rytmy patří k tomu nejlepšímu, co do té doby lužickosrbská poezie přinesla. Už zde se tedy může skrývat počátek jeho pozdější „poetiky slova“.

### Krajina jako „země slov“
Se sbírkou Struga: wobrazy našej krajiny = Bilder einer Landschaft z roku 1967 přichází ke slovu polysémie, nebo také dvojdomost až trojdomost, která se projevuje užíváním hornolužické a dolnolužické srbštiny a němčiny a zkoumáním sémantických možností těchto jazyků. Hlavním tématem je potom filozofické ztvárnění krajiny. Inspirací zde byl Lorencovi básník Johannes Bobrowski, který pocházel z vícejazyčného prostoru kdysi německy osídlených východních oblastí dnešní Litvy a Polska. Toto území pro něho ztělesňovalo multikulturalitu i duchovní dějiny regionu. Tím, že Lorenc v srbsko-německé básni Struga aplikoval tento model na Lužici, rozšířil literární komunikaci za lužickosrbskou etnickou hranici. Tato báseň se symbolem vlaku jedoucího po mostě přes řeku Strugu pokouší integrovat staré i nové, přírodní nedotčenost i průmyslový pokrok. Idylické vzpomínky z dětství jsou však v kontrastu k současné těžbě uhlí. Tím je ukázán ambivalentní postoj Lužických Srbů k socialistické industrializaci. Struga je modelovým textem Lorencovy poetiky, která je od této chvíle lužickosrbsko-německá. V roce 1971 vyšla další sbírka podobného ladění Kluče a puće, v níž je báseň přirovnávána k domu, ve kterém chce lyrický subjekt bydlet. Lužice je zde personifikována a tvoří mikrokosmos kraje, ve kterém žijí lidé vedle mytologických bytostí. Folklór je při tom chápán jako zdroj životní síly. Klíčovou básní jsou Myšlenky v dřevěném domě, v nichž je obraz Lužického Srba jako stromu, který se chystá pila z továrny Krupp pokácet a rozřezat na polena. Dřevo však znovu dorůstá a obaluje se novými letokruhy. Lužice ovšem již v Lorencově pojetí není středem světa („švitoření o přestávce v lužické škole, ve třídě, kterou právě opustil pruský pedagog“), spíše jen jedním hlasem v celku světové polyfonie.

### Jazyk předmětem hry
Začátek 80. let přinesl změnu Lorencovy poetiky. Postupy v jeho literární tvorbě se stále více přibližují avantgardnímu psaní, které, např. pomocí dadaistických postupů, užívá k rozhodné kritice politického systému. Zesílený element jazykové hry s sebou přináší mnohem vyšší míru ironie a sarkasmu. Absolutní novinkou v lužickosrbské poezii je pak zobrazení jazykové svobody na bázi erotiky. Ta je tematizována ve sbírce Ty porno mi z roku 1988.

### Poetika absolutního slova
Poslední fázi Lorencovy poezie lze charakterizovat jako „poetiku absolutního slova“, protože v ní se básník pokusil o uskutečnění své vize básně jako domu, jež se po formální stránce blíží rytmizované próze a jejímž cílem je manifestovat básnickou formu jako formu samotného bytí. Tradičních lužickosrbských témat se zde chápe netradičně a řeší je především v jazykové rovině. Např. dávný protiklad města a vesnice je parodován na základě slova „urbanizace“ v básni Urbanecy. Tolikrát využívaný model zkázonosného města je zcela odlehčen zřetězením slov „Urban“, „Urbanka“, „Urbanecy“ ve spojením se slovesem „urbanizěrować“, které se v ústech staré Urbanky vzdaluje svému skutečnému významu. Texty v Lorencově poslední sbírce ukazují, že jeho poezii je možné číst v různých kontextech a že je mnohdy lze interpretovat různě, v závislosti na „okolí“ jiných textů. Takto je třeba vnímat také Lorencovu dvojdomost, neboť bez ní nemůže být jeho poezie plnohodnotně interpretována. Lorenc byl významným evropským básníkem, v jehož díle vznikla syntéza německého a lužickosrbského elementu, a který je tudíž považován za otce postmoderního pluralitního modelu lužické a německé kultury.

## Bibliografie prvních vydání

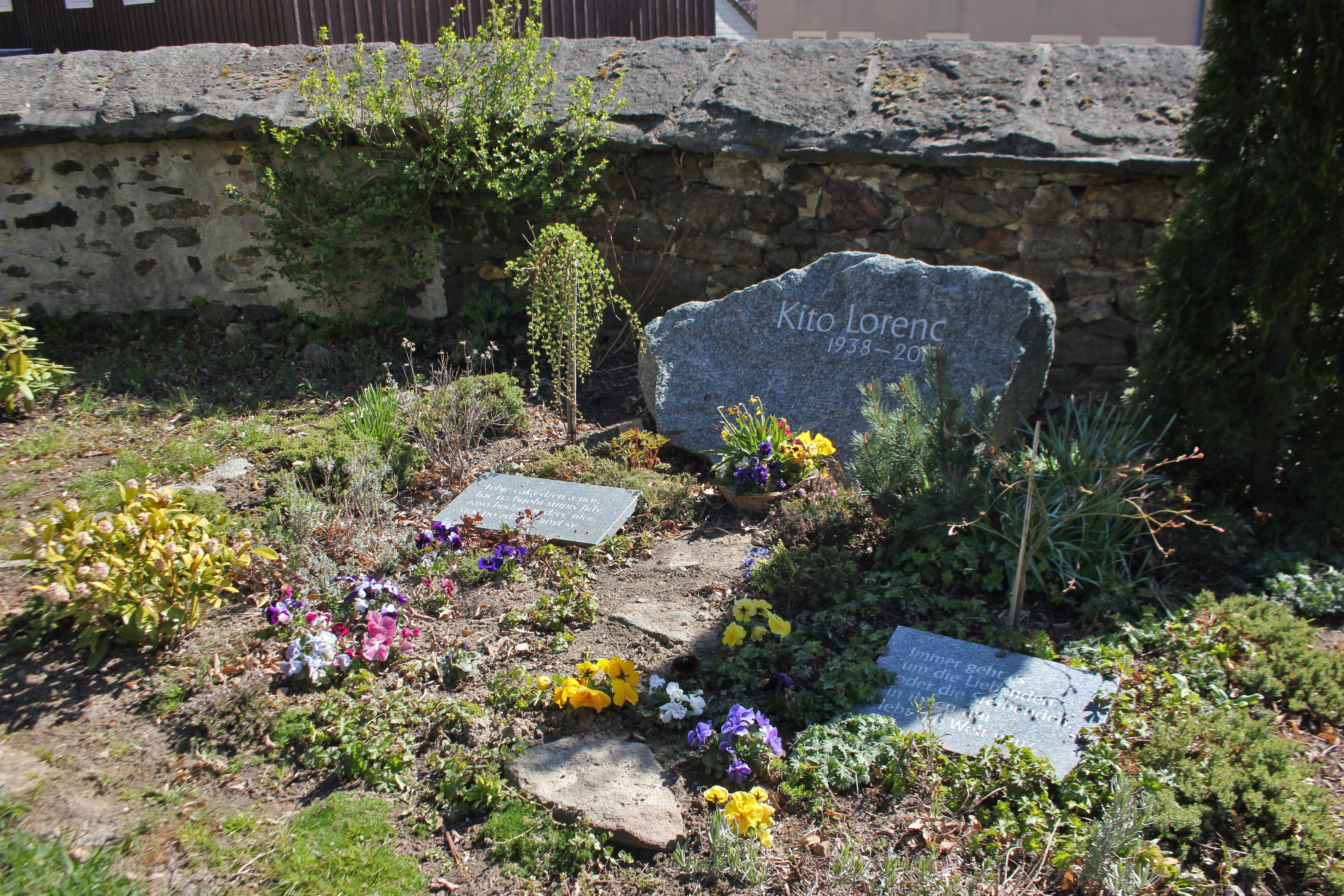
Hrob Kita Lorence v obci Hochkirch/Bukecy